# Pietro Garinei
Pietro Garinei (Trieste, 25 febbraio 1919 – Roma, 9 maggio 2006) è stato un commediografo, regista teatrale e attore italiano.
In quasi tutta la sua carriera è stato affiancato dall'amico e collega Sandro Giovannini, noti come la ditta Garinei e Giovannini, insieme hanno scritto spettacoli, canzoni per i più noti cantanti dell'epoca. Garinei, insieme a Giovannini, è stato uno dei primi autori a portare il musical in Italia, rendendo questo genere sempre più popolare.

## Biografia
Pietro Garinei nasce a Trieste, dove il padre giornalista era inviato di guerra nel 1919 per Il Secolo, la madre invece era di Udine, ma la famiglia si trasferisce a Roma 39 giorni dopo la sua nascita.
La famiglia Garinei era inoltre proprietaria di una storica farmacia romana in piazza san Silvestro, in attività dal 1595, e c'era bisogno di un membro della famiglia Garinei laureato in scienze farmaceutiche per rinnovare la licenza comunale dell'attività. Dunque Pietro si laurea in farmacia, e inizia a lavorare nell'azienda di famiglia, in questo breve periodo conoscerà Gabriella Turco, anche lei di origine triestina, che in seguito diventerà la moglie del commediografo e che lavorava come segretaria in un ufficio poco distante. Sempre nella stessa area c'era il Cinema Galleria, dove Garinei passava tutte le sue serate dopo la fine del suo turno, poi la farmacia rimaneva aperta per tutta la notte e diventava un vero e proprio luogo di ritrovo per amici, artisti, letterati e scrittori... che passavano a bere un bicchierino dei liquori speciali a base di rabarbaro e china preparati dal fratello di Pietro Garinei. Tra i frequentatori abituali troviamo grandi nomi del cinema e del panorama culturale italiano come Ennio Flaiano e Age & Scarpelli. Proprio questi contatti furono decisivi per la carriera dello scrittore e commediografo.
Successivamente, con l'entrata del fratello nella farmacia di famiglia, Pietro intraprende un diverso percorso professionale e inizia a lavorare come giornalista sportivo della Gazzetta dello Sport. È  in questo periodo che incontra Sandro Giovannini, che allora lavorava per il Corriere dello Sport.
Era fratello dell'attore e doppiatore Enzo Garinei.

### Il sodalizio Garinei & Giovannini
Insieme fondarono nel 1944 il giornale umoristico Cantachiaro e da quel giorno si formò un lungo sodalizio artistico, noto come Garinei e Giovannini. In diciotto mesi, in tempo di guerra, scrissero sei riviste. Importante la collaborazione con la radiofonia Rai, dal 1949 al 1951 con la rivista La Bisarca, successivamente portata in teatro e al cinema.
L'esordio a teatro è nel 1949 con lo spettacolo Soffia, so, interpretato da Anna Magnani, che fu accolto abbastanza bene. Ma è nel 1952 che arriva il grande successo con quelle che verranno poi definite le favole musicali di Garinei e Giovannini, canzoni scritte per Renato Rascel con la peculiarità di avere una spiccata vocazione narrativa con testi e musiche volte a raccontare una storia, tra le più famose: Alvaro piuttosto corsaro, Tobia candida spia, Attanasio cavallo vanesio.
Nel 1954 va in scena per la prima volta la commedia musicale Giove in doppiopetto, considerato il primo vero musical italiano, scritto per il grande attore di varietà Carlo Dapporto.
Nel 1956 Buonanotte Bettina viene tradotto e rappresentato all'estero, conoscendo un enorme successo anche sulla scena internazionale. Il successo prosegue con Rinaldo in campo, che avrà come protagonista Domenico Modugno, autore anche delle musiche dello spettacolo e all'apice della sua carriera grazie al singolo Volare (Nel blu dipinto di blu). L'apice del successo del fortunato duo sarà Rugantino (1962), con Aldo Fabrizi nel ruolo di Mastro Titta, che conosce il grande successo con Nino Manfredi e Lea Massari, sostituita in seguito da Ornella Vanoni nell'edizione New Yorkese dello spettacolo nel 1964.
Nel 1952 introdusse il genere della commedia musicale in Italia con spettacoli di rivista come Attanasio cavallo vanesio, con Renato Rascel nelle vesti di attore, cantante e ballerino, e producendo la prima grande soubrette della scena italiana, Wanda Osiris. Sempre con Giovannini, collezionò numerosi successi, tra cui Un paio d'ali (sempre con Renato Rascel), Un trapezio per Lisistrata, Buonanotte Bettina, Il giorno della tartaruga, Ciao, Rudy, Alleluia brava gente, Se il tempo fosse un gambero, nei quali troviamo tra i protagonisti attori del calibro di (solo per citarne alcuni) Walter Chiari, Delia Scala, Nino Manfredi, Lea Massari, Aldo Fabrizi, Paolo Panelli, Bice Valori, Domenico Modugno, Gigi Proietti, Sandra Mondaini, Massimo Ranieri, Johnny Dorelli, Enrico Montesano.
Nel 1974 debutta Aggiungi un posto a tavola, destinato a conoscere un successo senza precedenti sia in Italia che all'estero e a collezionare oltre 30 edizioni in giro per il mondo.
Tra gli attori di teatro classico e di cinema, lavorarono con loro Marcello Mastroianni, Giovanna Ralli, Paola Borboni, Giuliana Lojodice, Franco Franchi, Ciccio Ingrassia, Olga Villi, Alberto Lionello, Giulio Scarpati, Angela Luce, Massimo Ghini, Nancy Brilli.
Garinei e Giovannini scrissero i versi di alcune canzoni di successo, come Arrivederci Roma e Domenica è sempre domenica, sigla della fortunata trasmissione televisiva "Il Musichiere", ma anche Sentimental di Wanda Osiris.
La coppia Garinei e Giovannini produsse ben quarantanove copioni come autori ed allestì ottantacinque tournée inscenate in oltre venti nazioni.
Garinei è stato un personaggio molto noto e apprezzato a livello popolare, non solo per i suoi spettacoli ed il suo lavoro nel cinema e nella televisione, ma anche per le sue caratteristiche bizzarre e molto "normali", come ad esempio l'amore per il calcio e il tifo sfegatato per la Roma, di cui non saltava le partite nemmeno se c'era una prima. Oppure come il suo andare a messa ogni domenica e sgridare scherzosamente il parroco per le messe troppo lunghe.
Nel 1996 l'allora sindaco di Trieste conferisce a Pietro Garinei il Premio Operetta, in nome del forte legame con la città.

### La morte
Muore a Roma il 9 maggio 2006 presso l'ospedale Carlo Forlanini, dove era ricoverato da qualche giorno, all'età di 87 anni; il giorno seguente fu allestita la camera ardente presso il Palazzo Senatorio, al Campidoglio, nella sala della Protomoteca, mentre l'11 maggio vennero celebrati i funerali nella basilica di Santa Maria del Popolo, in piazza del Popolo, al quale parteciparono tantissimi volti del teatro e cinema italiano e alcuni volti noti della politica. Durante la cerimonia religiosa è stato accompagnato dalle note musicali di Roma nun fa' la stupida stasera, suonata da Armando Trovajoli; dopo la cerimonia funebre, il feretro è stato tumulato accanto alla moglie e ai genitori nel cimitero monumentale del Verano di Roma.

## Opere teatrali
- Attanasio cavallo vanesio (1952)
- Giove in doppio petto (1954)
- Buona notte Bettina (1956)
- Un paio d'ali (1957)
- L'adorabile Giulio (1957)
- Un trapezio per Lisistrata (1958)
- Un mandarino per Teo (1960)
- Rinaldo in campo (1961)
- Rugantino (1962)
- Ciao, Rudy (1966)
- Alleluja brava gente (1970)
- Aggiungi un posto a tavola (1974)

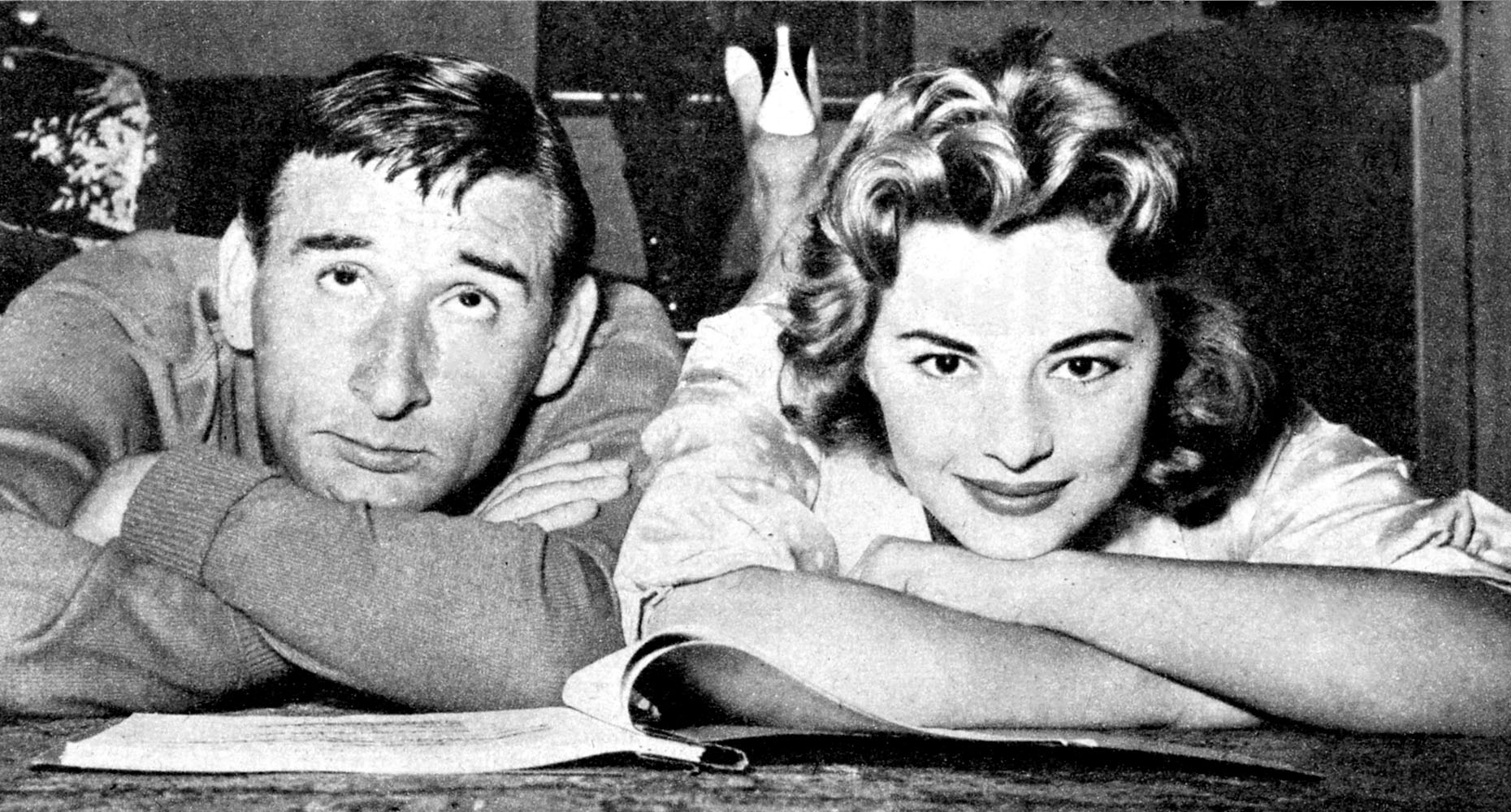
Renato Rascel con Giovanna Ralli nella commedia musicale Un paio d'ali di Garinei e Giovannini (1957)

- La granduchessa e i camerieri (1977), regia di Gino Landi - sceneggiatura
- Accendiamo la lampada (1979) - sceneggiatura insieme a Jaja Fiastri
- Bravo! (1981)
- Taxi a due piazze (1984)
- Niente sesso, siamo inglesi (1990, adattamento italiano dall'originale inglese No Sex Please, We're British)

## Filmografia

### Sceneggiatura e soggetto
- Partenza ore 7, regia di Mario Mattoli (1946)
- Botta e risposta, regia di Mario Soldati (1950)
- Come te movi, te fulmino!, regia di Mario Mattoli (1958)
- Un mandarino per Teo, regia di Mario Mattoli (1960)

## Varietà radiofonici Rai
- La Bisarca, varietà settimanale (1949-1951)
- Papà Cicogna, varietà settimanale (1953)